# Elaphoglossum rufum
Elaphoglossum rufum är en träjonväxtart som beskrevs av John T. Mickel. Elaphoglossum rufum ingår i släktet Elaphoglossum och familjen Dryopteridaceae. Inga underarter finns listade.